# Mary Murphy
Mary Ann Murphy, född 9 mars 1958 i Lancaster, Ohio, är en amerikansk dansare och koreograf. Murphy är kanske mest känd för sin medverkan som domare i TV-programmet So You Think You Can Dance.